# Адольф Бек
Адо́льф Бе́к (пол. Adolf Beck) (* 1 січня 1863, Краків — †? серпня 1942, Львів) — фундатор львівської школи фізіології. Доцент (1894), професор (1897), почесний професор Львівського університету (1934).
Президент Львівського лікарського товариства (1901), почесний член лікарських товариств Вільнюса (1895) та Кракова (1917). Дійсний член АМН Польщі (1920) та ПАН у Кракові (1930). Ректор Львівського університету (1912—1913).

## Життєпис
Народився у Кракові, який на цей час входило до складу однієї з провінцій Австро-Угорської імперії (тепер Польща), у єврейській родині пекаря Шаі Давида Бека та Густави, до шлюбу Мюллер. Був найстаршим сином в сім'ї, яка склалася з 12 дітей. У 1884 р. блискуче закінчує гімназію Святого Яцека у м. Кракові та вступає на перший курс медичного факультету Ягеллонського університету (м. Краків).
У 1886 р. розпочинає наукову діяльність на кафедрі фізіології Ягеллонського університету під керівництвом відомого польського фізіолога Наполеона Цибульського. Протягом 1889—1894 рр. — асистент кафедри фізіології, 1894—1895 рр. — доцент кафедри фізіології Ягеллонського університету.
З травня 1895 року призначений надзвичайним професором фізіології відновленого лікарського факультету Львівського університету. Першу лекцію виголосив 29 жовтня 1895 р. з фізіології, на тему «Життєві явища та способи їх дослідження» (O zjawiskach zyciowych i sposobach ich badania).
1897 р. отримав звання звичайного професора фізіології Львівського університету. Організував Львівське фізіологічне товариство та Інститут фізіології. Відтак 1901 р. стає президентом Львівського лікарського товариства.
У ніч з 19 на 20 червня 1915 року арештований окупаційною російською владою та вивезений до Києва, де перебував до кінця 1916 р.
Скінчив життя самогубством (перед відправкою до гетто на Янівському передмісті взяв у сина Генрика ціанистого калію) у серпні 1942 року в окупованому німцями Львові.

## Наукові досягнення

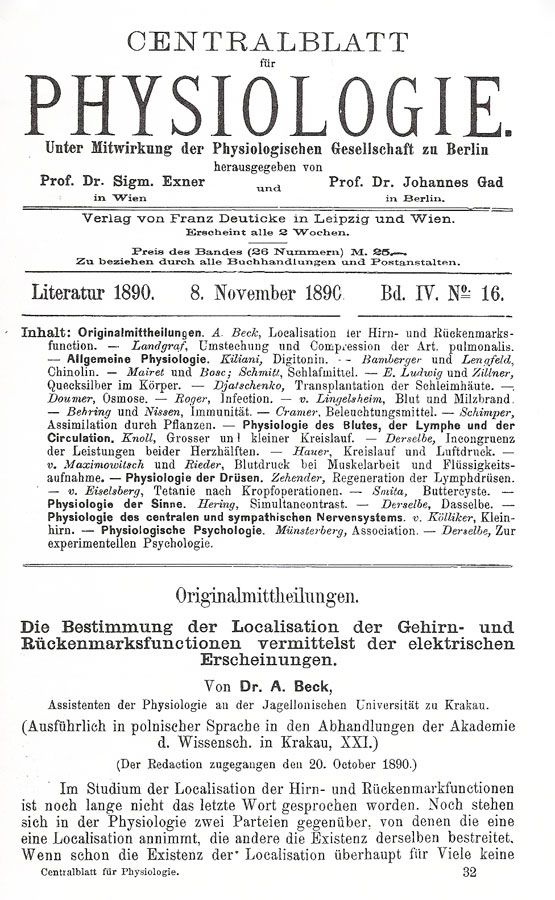
Beck A. Die Bestimmung der Localisation der Gehirn- und Rückenmarksfunctionen vermittelst der elektrischen Erscheinungen // Centralblatt für Physiologie. — 1890. — Bd. IV. — № 16. (опис спонтанної біоелектричної активністі мозку)

Напрями його наукових досліджень: нейрофізіологія — один із перших опрацював метод електроенцефалографії, описав спонтанну біоелектричну активність мозку — 1890; фізіологія сенсорних систем: зору, слуху, болю; кровоплинної, травної та видільної систем; історія фізіології. 

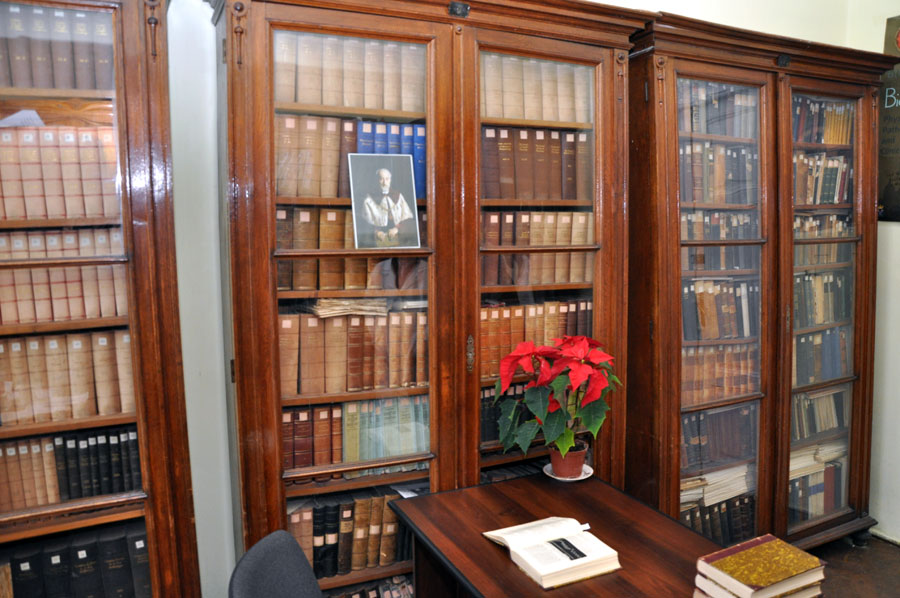
Приватна бібліотека А. Бека, яка сьогодні зберігається на кафедрі нормальної фізіології ЛНМУ імені Данила Галицького

Науковий дебют відбувся у студентські роки публікацією 1888 р. «Про подразнення різних місць нерва» і був присвячений електрофізіологічним дослідженням нервової системи, яка принесла визнання серед науковців і нагороду від Ягеллонського університету.

У 1890 р. А. Бек виходить у світ праця «Die Bestimmung der Localisation des Gehirn — und Rückenmarksfunctionen vermittelst der electrischen Erscheinungen» у часописі «Centralblatt für Physiologie», що присвячена опису спонтанної та викликаної біоелектричної активності кори головного мозку собак і кролів та дослідженню феномена, відомого тепер у фізіології як десинхронізація. 
У 1891 році захистив докторську дисертацію на тему «Визначення локалізації в головному і спинному мозку за допомогою електричних явищ» [Oznaczenie lokalizacyi w mozgu i rdzeniu za pomocq zjawisk elektrycznych].
1894 році Адольф Бек захистив Venia legendi (габілітація) з фізіології на тему «Зміни кровоносного тиску у судинах».
У 1910 році Адольф Бек бере участь у підготовці і роботі Міжнародного Конгресу фізіологів у Відні.
1915 року у співавторстві з Н. Цибульським видав підручник «Фізіологія людини» у двох томах для студентів-медиків. 1924 р. за редакції А. Бека виходить у світ друге доповнене видання підручника з фізіології у двох томах.
Підготував 9 професорів, керував науковими дослідженнями багатьох клініцистів Львівського університету.
Неодноразовий номінант на Нобелівську премію. Разом з Наполеоном Цибульським першим отримав наднирковий гормон адреналін.

## Сім'я
Адольф Бек був одружений з Регіною Мандельбаум, мав сина Генрі (1896—1946) — гінеколог.